# Thiaumont
Pour les articles homonymes, voir Thiaumont (homonymie).
Ne doit pas être confondu avec Deidenberg.
Thiaumont (anciennement en français Diedembourg, en allemand : Diedenberg/Diedenburg, en luxembourgeois : Diddebuurg/Diddebuerg, en wallon : Tiômont, en néerlandais Diedenberg) est une section de la commune belge d'Attert située en région wallonne dans la province de Luxembourg.
C'était une commune à part entière avant la fusion des communes de 1977.

## Toponymie
- 1185 Diedenburg
- 1214 Dudenberg

Patronyme germanique Theudwald + latin montem. Forme allemande : diminutif Theudo + bas latin burgus « fortin ».

## Géographie
L'Attert, un affluent de l'Alzette, prend source au nord-est du village et s'écoule vers Attert et le Luxembourg.